# Compiègne
Compiègne là một thành phố thuộc tỉnh Oise trong vùng Hauts-de-France tây bắc nước Pháp. Xã này nằm ở khu vực có độ cao trung bình 41 mét trên mực nước biển. Dân số năm 1999 là 41.254 người.
Thành phố nằm bên sông Oise. Danh xưng dân địa phương trong tiếng Pháp là Compiégnois.
Compiègne là thủ phủ của 3 tổng
- Compiègne-Nord (5 xã)
- Compiègne-Sud-Est (4 xã)
- Compiègne-Sud-Ouest (tây nam, 5 xã)

## Nhân vật nổi bật
- Roscellinus (~1050 - ~1122), nhà triết học.
- Pierre d'Ailly (1350-1420), nhà thần học.
- Albert Robida (1848-1926), tiểu thuyết gia.
- Marcel Tabuteau (1887-1966), Oboist.
- Suzanne Lenglen (1899-1938), tuyển thủ tennis.

## Kết nghĩa
Compiègne kết nghĩa với:
- Arona, Italia, từ 1962
- Bury St Edmunds, Anh, từ 1967
- Elbląg, Ba Lan, stừ 2002
- Huy, Bỉ, từ 1959
- Kiryat Tivon, Israel, từ 1988
- Landshut, Đức, từ 1962
- Shirakawa, Fukushima, Nhật Bản, từ 1988
- Vianden, Luxembourg, từ 1964